# Siško-moslavška županija
Siško-moslavška županija (hrvaško Sisačko-moslavačka županija) je ena izmed 21 županij Hrvaške. Glavno mesto županije je Sisek.

## Upravna delitev
- Mesto Sisek (hrvaško Sisak) (sedež županije)
- Mesto Glina
- Mesto Hrvatska Kostajnica
- Mesto Kutina
- Mesto Novska
- Mesto Petrinja
- Mesto Popovača
- Občina Donji Kukuruzari
- Občina Dvor
- Občina Gvozd
- Občina Hrvatska Dubica
- Občina Jasenovac
- Občina Lekenik
- Občina Lipovljani
- Občina Majur
- Občina Martinska Ves
- Občina Sunja
- Občina Topusko
- Občina Velika Ludina